# 西方背眼長頜魚
西方背眼長頜魚，為輻鰭魚綱骨舌魚目象鼻魚科的其中一種。分布於非洲塞內加爾、甘比亞、尼日、查德及布吉納法索地區，棲息於水底，具有發電器官，用來偵測獵物，體長可達51公分。